# Melchior Wathelet (1977)
Melchior H.N. Wathelet (Verviers, 30 settembre 1977) è un politico belga, è membro del Centro Democratico Umanista.
È il settimo membro della sua famiglia a portare questo nome. Suo padre è Melchior Wathelet.
Divenuto Segretario di Stato responsabile del bilancio del governo Leterme II mantenne questa carica nel governo Van Rompuy e nel governo Leterme II.
È stato Segretario di Stato responsabile per l'Ambiente, l'Energia e la Mobilità nel governo Di Rupo nel 2010. Dopo le elezioni del 2014, il 22 luglio 2014, Joëlle Milquet si è dimessa per diventare ministro dell'istruzione e della cultura nel governo della Comunità francofona. È stata sostituita da vice primo ministro e ministro degli interni da Wathelet.

## Biografia
Dopo aver studiato presso le Facoltà universitarie di Notre-Dame de la Paix a Namur e presso l'UCL, dove ha conseguito la laurea in giurisprudenza, ha conseguito la laurea in diritto europeo presso l'Università di Southampton nel 2001.
È entrato a far parte del Bar di Liegi nel marzo 2002.
Durante le elezioni del 18 maggio 2003, è stato eletto deputato federale del collegio elettorale di Liegi. È diventato presidente del suo gruppo nella camera e secondo vicepresidente del cdH nel settembre 2004.
Melchior Wathelet è eletto consigliere comunale di Verviers durante le elezioni comunali dell'8 ottobre 2006.
È stato rieletto come deputato federale nelle elezioni del 10 giugno 2007 e ha partecipato insieme a Joëlle Milquet nei negoziati condotti nel luglio da Yves Leterme tra i cristiani socialisti ei liberali per formare il governo federale.
Il 20 marzo 2008, Melchior Wathelet ha giurato davanti a re Alberto II come segretario di Stato per il bilancio e la politica familiare (Leterme I governo). È anche vice primo ministro e ministro dell'occupazione.
Nel governo Van Rompuy è Segretario di Stato per la politica di bilancio, la migrazione, l'asilo, la politica familiare e le istituzioni culturali federali. È anche vice primo ministro, ministro del bilancio, ministro della migrazione e della politica d'asilo per il coordinamento, ministro dell'occupazione e ministro della giustizia per il diritto delle persone e della famiglia.
Melchior Wathelet è anche professore di diritto presso l'Istituto di Studi Superiori di Comunicazioni Sociali (IHECS) dal febbraio 2009.
Il 6 dicembre 2011 ha giurato come Segretario di Stato per l'Ambiente, l'Energia, la Mobilità e la Riforma Istituzionale nel governo Di Rupo. Melchior Wathelet diventa vice primo ministro e ministro dell'Interno, sostituito a Joëlle Milquet, il 22 luglio 2014 e viene sostituito come segretario di Stato per l'ambiente, l'energia e la mobilità da Catherine Fonck. L'11 ottobre 2014, dopo la formazione del governo Michel I, è diventato nuovamente membro del Parlamento.
Il 10 aprile 2015 annuncia di lasciare la politica per il settore privato. Diventerà amministratore delegato di Xperthis, attivo nel dominio IT per il settore sanitario, il 1º giugno 2015.

## Il piano di sorvolo di Bruxelles
Nel febbraio 2014, ha stabilito il piano di sorvolo di Bruxelles concordato dal suo predecessore Etienne Schouppe, in base ad accordi federale decisi nel 2008 e nel 2010. Questo piano, subito ribattezzato « piano Wathelet », solleva polemiche perché aumenta considerevolmente il numero di persone che hanno superato il flusso e trasferisce una gran parte del traffico ai comuni che non erano stati precedentemente sorvolati. Secondo il sindaco di Auderghem, Didier Gosuin, « nessun ministro fiammingo avrebbe osato fare quello che Wathelet ha sottoposto a Bruxelles attualmente ». I cittadini insoddisfatti hanno creato il movimento Piano Wathelet: nessuna domanda. Otto Boeing 777 cargo di proprietà di DHL e Lufthansa cargo che non hanno la certificazione acustica richiesta sono stati autorizzati da Wathelet a volare su Bruxelles di notte per cinque mesi, e questo in violazione della normativa europea, secondo il quotidiano Le Soir.

## Vita familiare
Melchior Wathelet è stato sposato e ha tre figli, Margaux, Melchior e Julien. È il compagno di Isabel Casteleyn, sua portavoce.